# 斯尼日内市镇
斯尼日内市级市镇（烏克蘭語：Сніжнянська міська громада）是乌克兰顿涅茨克州霍尔利夫卡区的市镇，行政中心为斯尼日内。

## 居民点
该市镇包括一个城市（斯尼日内）、14个镇和15个村庄。
- 部分镇列表：安德里伊夫卡、布拉日內、希尔尼茨凯、扎利斯內、利曼丘克、尼基福羅韋、五一村、五一鎮、波别达、谢韦尔内